# Forbestown (Kalifornija)
Forbestown je naseljeno područje za statističke svrhe u američkoj saveznoj državi Kalifornija. Prema popisu stanovništva iz 2010. u njemu je živjelo 320 stanovnika.